# Spejderkollegium
Spejderkollegium er en fællesbetegnelse for kollegiebeboelser til gavn for medlemmer af et spejderkorps. De varierer meget i deres indretning, nogle er kun gældende for medlemmer af ét korps, andre for flere medlemmer. I nogle områder, er grupper gået sammen om at drive et lokalt kollegium. Oftest kræves der af beboerne, at de er aktive medlemmer af et korps. Et spejderkollegium har ikke andre formalia, det er normalt ikke et krav om studieaktivitet eller lignene, og drives sjældent som et egentlig kollegium, men snarere som  et højt organiseret kollektiv, hvor der ikke er nogen politiske fællesskaber, og ikke andre ideologiske sammenhold end spejderånden.
Da spejderkollegierne ikke er åbne for ansøgere uden for korpsene, har de begrænsede kanaler udadtil. Kun enkelte har offentlig åbne Facebook-sider, hjemmesider eller ligne.
Kort og ufuldstændig liste, med kollegier, der kan findes ved søgning på internettet:
- Lederkollegiet - Rudersdals Kommune. For spejderledere i grupperne i kommunen.
- Spejderkollegiet Dyssegaard - Gentofte Kommune.
- Spejderkollegiet Virumgaard (For tiden uden adresse og værelser) - Lyngby-Taarbæk Kommune.
- Spejderkollegiet - Aarhus Kommune. For ledere i den gruppe, der driver den.